# Stenocrepis
Stenocrepis es un  género de coleópteros adéfagos de la familia Carabidae.

## Especies
Comprende las siguientes especies:
- Stenocrepis aeruginea (Laferte-Senectere, 1851)
- Stenocrepis angustipennis Chaudoir in Oberthur, 1883
- Stenocrepis cayennensis (Buquet, 1834)
- Stenocrepis cuprea (Chaudoir, 1843)
- Stenocrepis duodecimstriata (Chevrolat, 1835)
- Stenocrepis elegans (Leconte, 1851)
- Stenocrepis flavicrus (Laferte-Senectere, 1851)
- Stenocrepis fuscipes (Laferte-Senectere, 1851)
- Stenocrepis gilvipes Chaudoir in Oberthur, 1883
- Stenocrepis gratiosa (Bates, 1882)
- Stenocrepis guerini Chaudoir In Oberthur, 1883
- Stenocrepis insulana (Jacquelin Du Val, 1857)
- Stenocrepis laevigata (Dejean, 1831)
- Stenocrepis leprieurii (Buquet, 1834)
- Stenocrepis marginella (Perty, 1830)
- Stenocrepis metallica (Dejean, 1826)
- Stenocrepis mexicana (Chevrolat, 1835)
- Stenocrepis nigricornis (Laferte-Senectere, 1851)
- Stenocrepis olivacea (Bates, 1878)
- Stenocrepis pallipes (Brulle, 1838)
- Stenocrepis palustris Darlington, 1935
- Stenocrepis pauper Chaudoir, 1857
- Stenocrepis punctatostriata (Brulle, 1838)
- Stenocrepis quatuordecimsulcata Emden, 1949
- Stenocrepis robusta (Brulle, 1838)
- Stenocrepis sahlbergii Chaudoir, 1857
- Stenocrepis sinuata Chaudoir in Oberthur, 1883
- Stenocrepis subdepressa Darlington, 1934
- Stenocrepis tibialis (Chevrolat, 1834)
- Stenocrepis triaria Chaudoir in Oberthur, 1883
- Stenocrepis viridula Chaudoir, 1857